# 車輪配置 4-8-4
車輪配置 4-8-4 (しゃりんはいち4-8-4、ホワイト式分類)は2軸先輪・4軸動輪・2軸従輪で構成されるものをさす。アメリカ式分類での愛称は定まった愛称はなく、各鉄道会社によって異なり、FEF(Four-Eight-Four)、ノーザン (Northern)、ポコノ(Pocono)、グリーンブライアー(Greenbrier)、ゴールデンステート(Gorlden State)、ナイアガラ(Niagara)、ポトマック(Potomac)、デキシー(Dixie)、ワイオミング(Wyoming)、コンフェデレーション(Cofederation)と呼ばれる。

## 概要
4-8-4という車輪配置はこれ以前からあったマウンテン（4-8-2）と、ライマ社がバークシャー（2-8-4）で成功した2軸従台車によるスーパーパワーを組み合わせたもので、アルコやボールドウィンといった機関車メーカーがそれぞれ独自に開発したものである。
最初にこの形式で作られたのは1927年のノーザンパシフィック鉄道がアルコ社に注文したマウンテン予定だったものを計画変更したもので、この車輪配置は強力な牽引力と高速走行を両立できたため、同年にはノーザンの他にサンタフェ、ラッカワナ・アンド・ウェスタン、カナダ国鉄の各鉄道にも導入され、最終的にニューイングランドを除くアメリカ各州の鉄道で活躍した。
また大動輪が採用されたのも特徴の一つで、同じ2軸先台車・4軸動輪であるマウンテンはアメリカ国内では動輪直径が1854㎜以上のものがほとんどなかったのに、4-8-4は2ｍ超の機関車もかなり多い事が挙げられる。

## 各国の車輪配置 4-8-4の機関車
アメリカ合衆国
サザン・パシフィック鉄道GS-4形蒸気機関車
ユニオン・パシフィック鉄道800形蒸気機関車
ニューヨークセントラル鉄道Sクラス蒸気機関車
フランス
フランス国鉄242A1型蒸気機関車
南アフリカ
南アフリカ国鉄25型蒸気機関車
南アフリカ国鉄26型蒸気機関車
日本
日本では戦前の高速鉄道敷設計画である通称「弾丸列車」計画における牽引車輌として旅客用の国鉄HD53形蒸気機関車と貨物用の国鉄HD60形蒸気機関車の2モデルが検討されたが、いずれも計画のみで製造されることは無かった。
HD53は完成すれば世界最大級の蒸気機関車になったと推測されている。しかし、高速運転用の流線型カバーの重量が仇となって高速運転できないどころかまともに走ることすら難しいという本末転倒な事態になっていたと推測されている。
HD60はHD53よりも実現可能性があったが、それでも当時の国力や技術力では製造するのは困難だったと推測されている。
現在は図面のみが残されているが、大まかな外見と一部の寸法、予定重量を除き空欄か記述すらないため、客観的な評価が難しく上記の推測も含め個々の主観に大きく頼らざるを得ない現状である。